# 28 (число)
28 (двадцать восемь) — натуральное число, расположенное между числами 27 и 29.

## Математика
- Чётное двузначное число
- Одиозное число
- Число Кита
- Второе совершенное число. ↓6, ↑496
- Седьмое треугольное число. ↓21, ↑36
- Четвёртое шестиугольное число. ↓15, ↑45
- Сумма первых пяти простых чисел: 28 = 2 + 3 + 5 + 7 + 11. ↓17, ↑41
- Сумма первых пяти непростых чисел: 28 = 1 + 4 + 6 + 8 + 9
- Существует 28 спичечных графов с 6 рёбрами[1].
- 2²⁸ = 268 435 456

## Наука
- Атомный номер никеля.
- Одно из дважды магических чисел заполнения (то есть магические и для протонов и для нейтронов) в оболочечной модели ядра (аналогична теории оболочечного строения атома). Изотопы с 28 протонами или 28 нейтронами отличаются повышенной стабильностью (энергия связи следующего нуклона намного меньше, чем последнего).
- Приблизительно 28 дней (29 д 12 ч 44,0 мин, сидерический период — 27 д 7 ч 43,1 мин) составляет лунный месяц (синодический период обращения Луны, время повторения лунных фаз). См. также Менструальный цикл.
- 10 в 28 степени см — размер видимой части Вселенной.
- Космическая станция «Мир» провела 28 долговременных экспедиций.

## Календарь
Числа, связанные с григорианским календарём: 4, 7, 14, 28, 29, 30, 31, 52, 90, 91, 92, 97, 100, 365, 366, 400
- Количество дней в феврале невисокосного года. Изначально в феврале было 30 дней, но потом добавили 31-й день к июлю в честь Юлия Цезаря и 31-й день к августу в честь Октавиана Августа, соответственно убрав 2 дня из февраля.
- Юлианский календарь повторяется каждые 28 лет.

## В других областях
- ASCII-код управляющего символа FS (file separator)
- 28 — Код субъекта Российской Федерации Амурской области
- 28-я буква русского алфавита — Ъ.
- Количество букв в арабском алфавите и в алфавите эсперанто.
- В Советском Союзе было всего 28 съездов ЦК КПСС.
- 28 лет — возраст выхода из комсомола для рядовых комсомольцев в СССР.
- Количество костей в стандартном наборе домино
- 28 героев-панфиловцев.
- 28 страниц — заключительная часть парламентского расследования терактов 11 сентября, в которой говорится о том, что эти теракты организовала Саудовская Аравия.
- На 28 неделе беременности малыш обычно открывает глаза.
- 28 — кодовое обозначение неонацистской музыкальной промоутерской сети Blood and Honour, в котором «2» означает «B» (вторую букву алфавита), а «8» означает «H» (восьмую букву алфавита). Этим объясняется запрет на употребление числа 28, наложенный Архивная копия от 6 апреля 2014 на Wayback Machine УЕФА.

- Число 28 по месяцам: 28 января | 28 февраля | 28 марта | 28 апреля | 28 мая | 28 июня | 28 июля | 28 августа | 28 сентября | 28 октября | 28 ноября | 28 декабря

## Кино
- 28 недель спустя
- 28 дней спустя
- Двадцать восемь панфиловцев (фильм)